# Взятие Реджо-ди-Калабрия
Взятие Реджо-ди-Калабрия или битва на Пьяцца Дуомо (итал. Battaglia di Piazza Duomo) 21 августа 1860 года — одно из сражений «экспедиции тысячи» Гарибальди, во время которого гарибальдийские войска после высадки в Калабрии разбили войска Королевства Обеих Сицилий и заняли портовый город Реджо-ди-Калабрия.
В дни, предшествовавшие бою, на побережье Калабрии происходит несколько высадок гарибальдийских войск. Последней (и самой важной) была высадка с пароходов в Мелито-ди-Порта-Сальво, состоявшаяся 19 августа, в результате которой Джузеппе Гарибальди присоединился к ранее высадившимся войскам дивизии Нино Биксио. Последняя высадка сопровождалась обстрелом с бурбонских военных кораблей.
В условиях начавшейся переброски гарибальдийцев на материк маршал Виал, командующий неаполитанскими войсками в Калабрии, всего от 10 до 12 000 человек, приказал генералу Филено Бриганти двигаться со своей бригадой к Реджо, чтобы поддержать генерала Галлотти. В самом Реджо находился гарнизон под командованием полковника Антонио Дусмета, и неаполитанцы могли также рассчитывать на выгодное положение замка, хорошо укрепленного и вооруженного.
На другой день после высадки гарибальдийцы двинулись вдоль побережья в сторону Реджо. У Биксио был правый фланг, у Эберхарда — левый, всего 4500 бойцов. Неприятельская эскадра следила за их передвижениями. Тем временем войска Гарибальди, после остановки в Пелларо, свернули направо и пошли по отдаленным тропам, чтобы избежать неприятельских форпостов, поджидавших на прибрежной дороге, и вышли к Раваньезе, где остановились и передохнули.
За два часа до восхода солнца краснорубашечники двинулись в сторону города. «Штурм Реджо начался с холмов, то есть с востока. Нас с этой стороны не ожидали и сопротивление было слабым». Войдя в город, гарибальдийцы разделились на две колонны и, почти не встречая сопротивления со стороны бурбонцев, подошли со всех сторон к Пьяцца Дуомо и начали обстреливать расположившиеся там королевские войска (около 1000 человек), которые открыли ответный артиллерийский огонь, вызвавший многочисленные жертвы среди гарибальдийцев. Завязался бой, и вскоре для окруженных со всех сторон королевских солдат положение стало невыносимым, и поэтому они вынуждены были отступить в замок.
В шесть утра 21-го к мосту Аннунциата прибыли подкрепления генерала Бриганти, которому Виал приказал поддержать генерала Галлотти, и двумя ротами атаковали с побережья, а четырьмя — на район Санта-Лючия. Гарибальдийцы, к этому времени закрепившиеся в городе, встретили королевские войска шквальным огнем. Подразделения, наступавшие с побережья, быстро отошли, а силы, вошедшие в Санта-Лючию, после двухчасового боя, в результате которого также был ранен их командир, потерпели поражение и отступили.
Корабли неаполитанского флота, стоявшие в порту Реджо, и которым было поручено наблюдение за проливом, вместо поддержки сухопутных войск в обороне города, получили приказ от командира эскадры Винченцо Салазара выйти в море по «гуманитарным соображениям» и никоим образом не вмешиваясь в бой.
В 16.00 генерал Галлотти, увидев отступление Бриганти и уход с рейда кораблей, согласился на сдачу замка с возможностью эвакуации гарнизона в Неаполь.
«Результаты боев под Реджо имели величайшее значение. Форты вскоре сдались без всякого сопротивления. Мы завладели колоссальными военными запасами, провиантом и чрезвычайно важной базой для наземных операций».
В тот же вечер Энрико Козенц с 1268 бойцами высадился с флотилии из сотни лодок в Фаваццине. Преодолев сопротивление подошедших 200 королевских солдат, гарибальдийцы двинулись к Солано, где дали бой отряду Руиса. Затем Козенц, следуя приказу Гарибальди, сумел встать позади сил Мелендеса и Бриганти (в то время как колонне Руиса удалось отойти), вынудив их сдаться 23 августа. На следующий день также сдались форты Альтафиумара и Торре Кавалло, что привело к потере Бурбонами контроля над Мессинским проливом.